# Олёхово (Калининградская область)
Олёхово (до 1947 — Грибен (нем. Grieben)) — посёлок в Озёрском городском округе Калининградской области. До 2014 года входил в состав Новостроевского сельского поселения.

## География
Посёлок расположен в 17 км на запад от Озёрска и в 6 км на юг от посёлка Новостроево.

## История
В 1818 году в деревне Грибен проживало 95 жителей. В 1874 году поселение Грибен было присоединено к вновь созданному сельскому округу Эрнстбург в районе Даркемен административного округа Гумбиннен Восточной Пруссии. 
После Второй мировой войны в июне 1947 года посёлок получил русское название Олехово и стал административным центром одноименного сельсовета Озерского района. В 1954 году Олехово вошло в состав Новостроевского сельсовета. С 2008 по 2014 год посёлок входил в состав Новостроевского сельского поселения, с 2015 по 2020 год - в Озерский городской округ, с 2020 года — в Озерский муниципальный округ.

## Население
| 1818 | 1863 | 1933 | 1939 | 2002 | 2010 |
| ---- | ---- | ---- | ---- | ---- | ---- |
| 95   | ↗352 | ↘249 | ↘198 | ↗316 | ↗348 |

## Инфраструктура
В посёлке имелись ГБУСО КО «Социально-Реабилитационный Центр для Инвалидов «Радуга» (ликвидирован в 2019 году), детский сад № 2 (закрыт в 2020 году).

## Экономика
В посёлке действует сельхозпредприятие ООО им. Суворова. 